# Bel bibaha

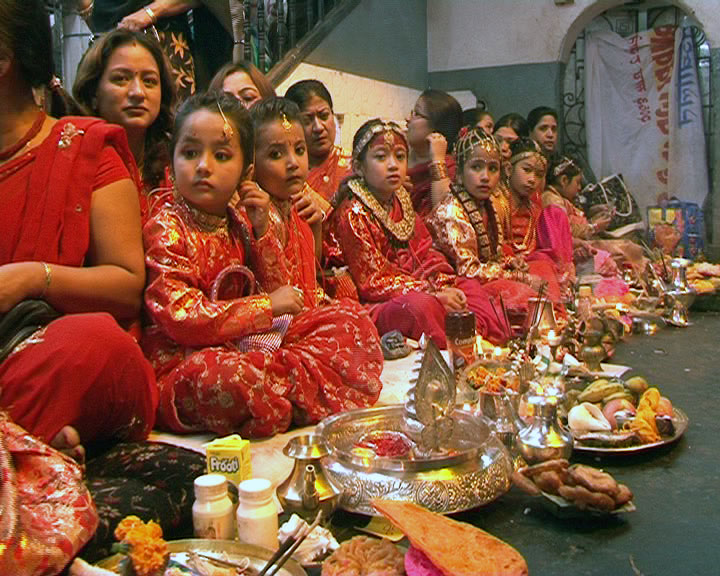
Jóvenes newar durante la ceremonia Ihi, también denominada Casamiento Bel.

Ihi, Ehee o Casamiento Bel (Nepal Bhasa:ईही) (Bel bibaha) es una ceremonia de la comunidad Newar en Nepal en la cual niñas preadolescentes son 'desposadas' con la fruta denominada bel (también denominado: membrillo de Bengala), la cual es un símbolo del dios Vishnu, asegurando que la niña será y permanecerá fértil. Se cree que si posteriormente durante su vida su esposo fallece, ella no será considerada una viuda ya que se encuentra desposada con Vishnu, y por lo tanto cuenta con un esposo que permanece vivo.
El ritual se practica desde hace varios siglos. Es un ritual considerado muy sagrado y un kanyadan real ya que una niña virgen es entregada al dios. Durante el Ihee la niña contrae nupcias con una estatua dorada del señor Vishnu denominado Suvarna Kumar y un fruto bel se entrega como testigo. Dado que el fruto bel posee la característica de que no se hecha a perder y permanece fresco por un período indefinido, a veces se lo considera Dibya Purush (macho divino) o encarnación del dios. La ceremonia se extiende durante dos días. En esta ceremonia se realizan todos los rituales de un casamiento hindú. Por lo tanto, no es preciso repetir estos rituales nuevamente cuando la joven se case con un hombre en el futuro. Esta es la razón por la cual para los newars no es preciso que el novio vaya en procesión nupcial [janti (nep) Baaraat (Hindi)]. Los miembros de la familia y amigos llevan la novia a la casa del novio en la cual se llevan a cabo varios rituales. Pero en la actualidad los novios newar sin embargo toman parte en su procesión nupcial y por lo tanto la ceremonia de casamiento en esta comunidad se ha extendido algo comparado con las prácticas previas.
Un segundo casamiento, denominado ceremonia Bahra o Casamiento del Sol, se lleva a cabo luego de la primera menstruación de las niñas, el cual comienza con una reclusión en un cuarto a oscuras durante doce días.